# Wirtschaftliche Angelegenheiten
Wirtschaftliche Angelegenheiten ist ein Rechtsbegriff aus dem deutschen Betriebsverfassungsrecht. Er beschreibt einen Themenbereich unternehmerischen Handelns, in dem es einzelne Beteiligungsrechte des Betriebsrats gibt. Die wirtschaftlichen Angelegenheiten sind in den § 106 bis § 113 BetrVG geregelt. In diesem Zusammenhang sieht das Gesetz auch weitere Pflichten des Unternehmers, die nicht gegenüber dem Betriebsrat, sondern gegenüber der Belegschaft oder einzelnen Arbeitnehmern bestehen, vor.

## Die einzelnen Beteiligungsrechte in wirtschaftlichen Angelegenheiten
Zu den Beteiligungsrechten in wirtschaftlichen Angelegenheiten im Sinne der §§ 106 ff. BetrVG gehören:
- Der Wirtschaftsausschuss (§ 106 bis § 109 BetrVG)
- Der Interessenausgleich nach § 112 Abs. 1 BetrVG
- Der Sozialplan (§ 112, § 112a BetrVG)

Interessenausgleich und Sozialplan setzen eine Betriebsänderung voraus, die in § 111 BetrVG näher beschrieben ist.

## Weitere Pflichten des Unternehmers in diesem Bereich
In diesen thematischen Zusammenhang gehören auch zwei weitere Rechte, die aber keine Beteiligungsrechte im engeren Sinne sind, da sie Ansprüche der Belegschaft bzw. einzelner Arbeitnehmer gegenüber dem Arbeitgeber und Unternehmer betreffen:
- Die Pflicht des Unternehmers, die Belegschaft regelmäßig über die wirtschaftliche Lage und Entwicklung zu unterrichten (§ 110 BetrVG).
- Der Nachteilsausgleich nach § 113 BetrVG.

## Die Bedeutung der „wirtschaftlichen Angelegenheiten“ im Betriebsverfassungsrecht
Die wirtschaftlichen Angelegenheiten gehören zu den vier Themenbereichen, in denen dem Betriebsrat nach dem BetrVG Beteiligungsrechte zustehen. Die weiteren Themenbereiche sind 
- die „Sozialen Angelegenheiten“ (§ 87 bis § 89 BetrVG),
- die Rechte unter dem Titel „Gestaltung von Arbeitsplatz, Arbeitsablauf und Arbeitsumgebung“ (§ 90, § 91 BetrVG) und
- die personellen Angelegenheiten (§ 92 bis § 105 BetrVG). Die personellen Angelegenheiten werden nochmals untergliedert in die
  - Allgemeinen personellen Angelegenheiten (§ 92 bis § 95 BetrVG) sowie die
  - Personellen Einzelmaßnahmen wie zum Beispiel Versetzung (§ 95 BetrVG) oder Kündigung (§ 102 BetrVG).

Die Beteiligung des Betriebsrats in wirtschaftlichen Angelegenheiten weist über das angestammte Arbeitsgebiet der Betriebsräte hinaus (Regelungsmacht in innerbetrieblichen Angelegenheiten). Durch den Wirtschaftsausschuss gelangt der Betriebsrat an Informationen, die der Unternehmer zur Führung seines Unternehmens (und nicht nur seines Betriebes) benötigt, und er hat über das Instrument des Interessenausgleichs sogar die Möglichkeit auf die Willensbildung im Kernbereich unternehmerischen Handelns Einfluss zu nehmen. Die Beteiligungsrechte in wirtschaftlichen Angelegenheiten weisen damit thematische Ähnlichkeiten mit Arbeitnehmerbeteiligungsrechten in unternehmerischen Angelegenheiten nach dem Drittelbeteiligungsgesetz oder dem Mitbestimmungsgesetz auf. Aufgrund dieser Besonderheit wird der Gesprächspartner des Betriebsrats im Gesetz hier als Unternehmer und nicht als Arbeitgeber wie im übrigen Betriebsverfassungsrecht bezeichnet.

## Zuständiger Betriebsrat
Eine weitere Folge dieses Bezugs auf den Unternehmer zeigt sich in Unternehmen, die mehrere Betriebe führen. Denn in diesem Fall kann der Wirtschaftsausschuss nur vom Gesamtbetriebsrat (§ 47 BetrVG) bestellt werden, da es um das Unternehmen als Ganzes geht und nicht um einzelne seiner Betriebe. Auch bei dem Interessenausgleich ist der Gesamtbetriebsrat immer dann zuständig, wenn es sich um eine Veränderung handelt, mit der das gesamte Unternehmen und nicht nur einzelne Betriebe neu aufgestellt werden sollen („unternehmenseinheitliches Konzept“) Beim Sozialplan ist die Rechtsprechung dagegen mit der Zuweisung der Zuständigkeit an den Gesamtbetriebsrat eher zurückhaltend; man sagt das angestrebte gerechte Maß des Ausgleichs oder der Milderung der Nachteile für die Verlierer der Betriebsänderung habe viele regionale oder örtliche Bezüge und müsse daher im Regelfall vor Ort mit dem für den Betrieb zuständigen Betriebsrat geklärt werden.

## Zur Geschichte der Beteiligung in wirtschaftlichen Angelegenheiten
Die Anfänge der Beteiligung des Betriebsrats in wirtschaftlichen Angelegenheiten des Unternehmers gehen auf das Betriebsrätegesetz 1920 (BRG) zurück. die Beteiligung war damals freilich auf eine Unterrichtung beschränkt. Der Arbeitgeber musste vierteljährlich einen Bericht „über die Lage und den Gang des Unternehmens ... und über den zu erwartenden Arbeitskräftebedarf“ (§ 71 BRG) abgeben. In größeren Betrieben (ab 300 Arbeitnehmer) musste er zusätzlich dem Betriebsrat eine Betriebsbilanz sowie eine Gewinn- und Verlustrechnung für seinen Betrieb vorlegen und erläutern. Die heutige Betriebsänderung nach § 111 BetrVG hatte ihren Vorläufer in § 74 BRG. Nach dieser Vorschrift musste sich der Arbeitgeber bei Erweiterung, Einschränkung oder Stilllegung des Betriebes sowie bei der Einführung neuer Techniken oder Arbeitsmethoden mit dem Betriebsrat „ins Benehmen setzen“; hierbei konnten auch Maßnahmen zur Vermeidung von Härten bei Entlassungen (entspricht dem heutigen Sozialplan) vereinbart werden.
An diese Tradition anknüpfend entstand nach dem Zweiten Weltkrieg in der Bundesrepublik 1952 das Betriebsverfassungsgesetz (BetrVG 1952). Hier spricht das Gesetz erstmals von dem Wirtschaftsausschuss, der aber als ein paritätisch durch Arbeitgeber und Betriebsrat besetzter gemeinsamer Ausschuss konzipiert ist. Der Ausschuss diente lediglich der Unterrichtung und nicht wie heute auch der Beratung. In § 72 BetrVG 1952 wurde das Instrument des Interessenausgleichs geschaffen und § 74 BetrVG 1952 sah bereits den Nachteilsausgleich beim Abweichen vom Interessenausgleich vor (heute § 113 BetrVG). Die Regelungen zur Vermeidung von Härten bei Massenentlassungen (heute Sozialplan) wurde als personelle Maßnahme begriffen und war in § 66 BetrVG 1952 erfasst.
Das 1972 grundlegend novellierte Betriebsverfassungsgesetz, das mit späteren Änderungen auch heute noch gilt, hat an dem System der Beteiligung in wirtschaftlichen Angelegenheiten nichts geändert, hat jedoch einige Veränderungen im Detail hervorgebracht. So ist nunmehr der Wirtschaftsausschuss kein gemeinsamer Ausschuss mehr, sondern er wird vollständig vom Betriebsrat besetzt (§ 107 BetrVG). Der Unternehmer ist nunmehr auch zur Beratung im Wirtschaftsausschuss verpflichtet (§ 106 Abs. 1 BetrVG). Außerdem gibt es zur Vermeidung von Unklarheiten einen Katalog von Angelegenheiten, die der Gesetzgeber ausdrücklich (aber nicht abschließend) als wirtschaftliche Angelegenheit, über die unterrichtet und beraten werden muss, bezeichnet (§ 106 Abs. 3 BetrVG). Im Bereich der Betriebsänderungen (Sozialplan, Interessenausgleich, Nachteilsausgleich) ist das Gesetz jetzt klarer formuliert und der Sozialplan gehört nunmehr zum Bereich der über die Einigungsstelle erzwingbaren Mitbestimmung.
Weitere – kleinere – Veränderungen hat dann erst wieder das Betriebsverfassungsreformgesetz vom 23. Juli 2001 bewirkt. Der Katalog der Beratungspflichten im Wirtschaftsausschuss bezieht sich nunmehr auch auf den „betrieblichen Umweltschutz“ (§ 106 Abs. 3 Nr. 5a BetrVG) und in Unternehmen mit mehr als 300 Arbeitnehmern kann der Betriebsrat bei den Verhandlungen zu einer Betriebsänderung einen externen (honorarberechtigten) Berater hinzuziehen (§ 111 Satz 2 BetrVG).
Eine weitere kleine, aber praktisch bedeutende Änderung hat § 111 Satz 1 BetrVG durch das Betriebsverfassungsreformgesetz 2001 erfahren. Dort war bisher geregelt, dass die Beteiligungsrechte bei Betriebsänderungen (Sozialplan, Interessenausgleich) und daran anknüpfend der Nachteilsausgleich nach § 113 BetrVG nur für Betriebe mit mehr als 20 Arbeitnehmern gelten sollten. Durch die Anknüpfung an den Betrieb kam es insbesondere im Einzelhandel dazu, dass große deutschlandweit operierende Unternehmen, die ihre Produkte über kleine selbständig geführte Filialen vertreiben, bei Betriebsänderungen (zum Beispiel bei der Schließung oder Verlegung einzelner Filialen) der Sozialplanpflicht entgehen konnten. Denn je nach Ausgestaltung der Selbständigkeit der Filiale kann es sein, dass jede Filiale einen eigenen Betrieb darstellt. Diese Betriebe sind jedoch in vielen Fällen so klein, dass der notwendige Schwellenwert von mehr als 20 Arbeitnehmern nicht erreicht wird. Als Reaktion auf diese Entwicklung der betrieblichen Praxis bezieht sich der Schwellenwert des § 111 Satz 1 BetrVG seit 2001 nicht mehr auf den Betrieb, sondern auf das Unternehmen. Damit werden die Arbeitnehmer aller Betriebe eines Unternehmens bei der Berechnung des Schwellenwertes zusammen betrachtet.

## Vergleich mit ähnlichen Beteiligungsrechten im Personalvertretungsrecht
Im Personalvertretungsrecht des Bundes gibt es keine direkte Entsprechung zu der Beteiligung des Betriebsrats in wirtschaftlichen Angelegenheiten. Insbesondere gibt es keine dem Wirtschaftsausschuss entsprechende Berichtspflicht des öffentlichen Dienstherrn. Es gibt aber einzelne verstreute Beteiligungsrechte, die Ähnlichkeiten zu den wirtschaftlichen Angelegenheiten aufweisen. So wirkt der Personalrat nach § 84  BPersVG bei der „Auflösung, Einschränkung, Verlegung oder Zusammenlegung, Aufspaltung oder Ausgliederung von Dienststellen oder wesentlichen Teilen von ihnen“ mit. Dieses Beteiligungsrecht wird aber traditionell auf die Gestaltung der Folgen solcher Veränderungen bezogen (Umsetzungsplanung) und nicht – wie beim Interessenausgleich im Betriebsverfassungsrecht – auch auf die Frage, ob man die Veränderungen überhaupt vollziehen soll (Zielplanung).
Die Voraussetzungen für einen Sozialplan sind gänzlich anders als im Betriebsverfassungsrecht geregelt. Während im Betriebsverfassungsrecht der Sozialplan mit dem Begriff der Betriebsänderung nach § 111 BetrVG verknüpft ist, ist er nach § 79  Abs. 1 Nr. 5 BPersVG mit dem Begriff der „Rationalisierungsmaßnahme“ verknüpft. Eine Rationalisierungsmaßnahme setzt im Kern einen Produktivitätsgewinn voraus, so dass der bloße Personalabbau oder gar die Schließung einer Dienststelle nicht darunter fallen. Ist allerdings eine Rationalisierung gegeben, sind keine Schwellenwerte zu beachten; ein Sozialplan kann auch dann abgeschlossen werden, wenn es nur um den Ausgleich oder die Milderung des Nachteils für einen einzigen betroffenen Beschäftigten geht.
Das Personalvertretungsrecht der Bundesländer versucht in diesem Bereich teilweise eigene Wege zu gehen, der Spielraum für personalratsfreundlichere Regelungen ist jedoch angesichts der verfassungsrechtlich verbürgten umfassenden Verantwortung der Regierungen gegenüber den Parlamenten in der Sache deutlich geringer als im Betriebsverfassungsrecht.